# 蓬托德梅尔
蓬托德梅尔（法語：Pont-Audemer，法語發音：[pɔ̃.t‿odmɛʁ]），法国西北部城市，诺曼底大区厄尔省的一个市镇，隶属于贝尔奈区，其市镇面积为14.66平方公里，2022年1月1日时人口数量为9,950人，在法国城市中排名第1,049位。
蓬托德梅尔位于厄尔省西北部，里勒河畔，是一个区域性的中心城市，A13高速公路和多条干线公路在此交汇。

## 地名来源
“Pont-Audemer”一名最初可能以“Pontem Aldemari”的形式被记载，其中“Aldemari”可能出自日耳曼人名“Haldemar”或“Aldemarus”。

## 历史

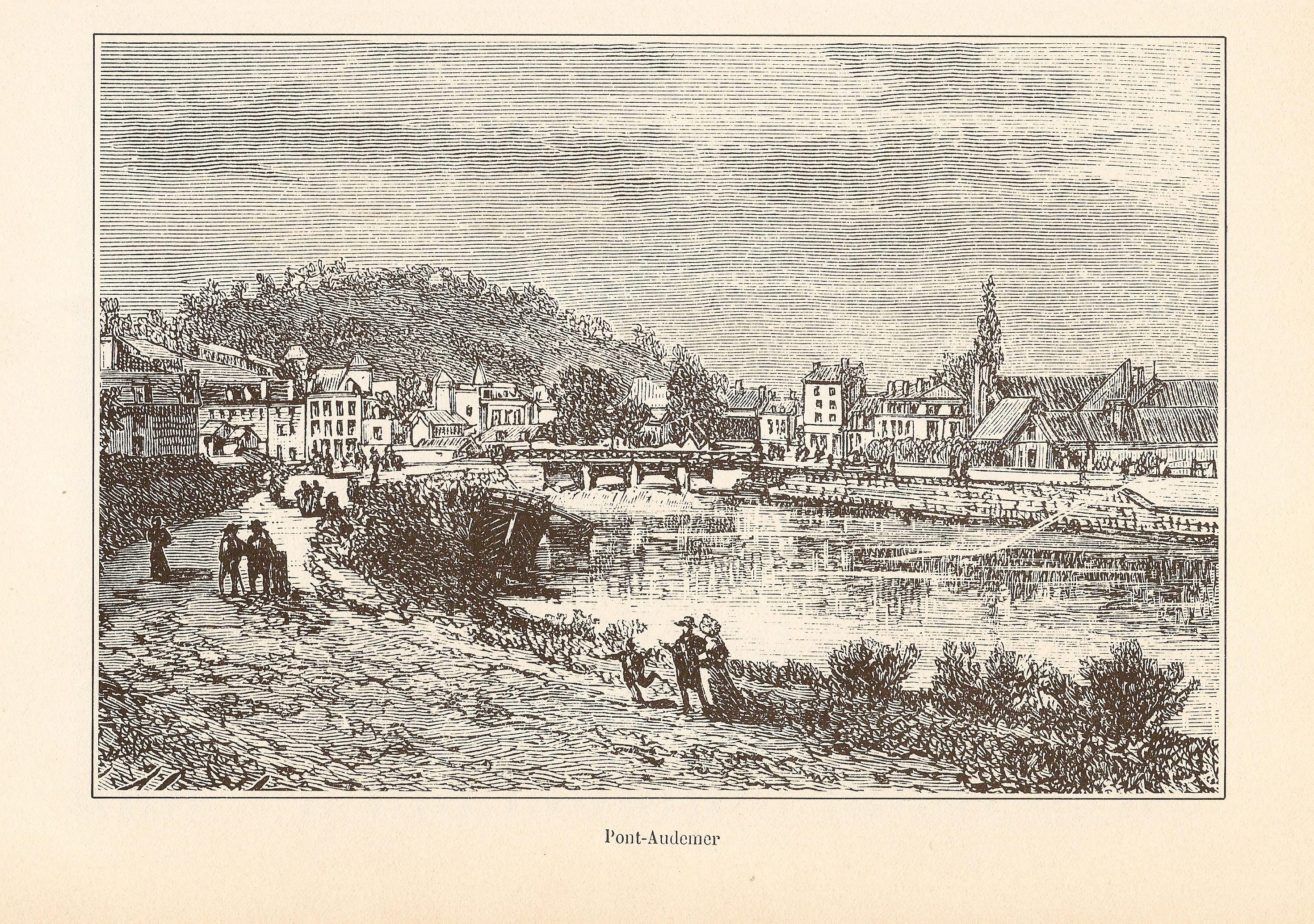
19世纪末的蓬托德梅尔

蓬托德梅尔的早期历史尚不清楚。根据当地官方网站的论述，蓬托德梅尔在高卢-罗马时期就已形成聚落，彼时该地被称为“Ad duos Pontes”，意为“两桥”。公元九世纪初，维京人入侵蓬托德梅尔所处的塞纳河下游地区并建立诺曼底公国。公元11世纪时，蓬托德梅尔境内建成了一处城堡，其周边于12世纪时出现了防御城墙。13世纪初，诺曼底被法兰西王国获得，腓力二世为蓬托德梅尔颁发市镇贸易宪章。英法百年战争末期，蓬托德梅尔曾遭到严重破坏，当地曾一度被英格兰军队占领，后在布列塔尼公爵阿蒂尔三世军队的带领下重归法兰西。宗教战争期间，蓬托德梅尔曾聚集了大批新教徒。法国大革命后，蓬托德梅尔成为厄尔省的一个市镇，并自1793年被设立为该省的一个县治和地区行署，1801年蓬托德梅尔被设立为副省会。1835年，圣阿尼昂撤销，其部分土地被划入蓬托德梅尔。工业革命期间，途径蓬托德梅尔的埃夫勒—凯特维尔铁路建成通车。1926年，蓬托德梅尔副省会被撤销，蓬托德梅尔区被并入贝尔奈区。二战期间，蓬托德梅尔曾被纳粹德军控制，当地民间曾出现多个抵抗运动组织。1944年8月26日，蓬托德梅尔被盟军解放。1962年，里勒河畔圣保罗（Saint-Paul-sur-Risle）整体并入蓬托德梅尔。20世纪中后期，随着公路的发展，途径蓬托德梅尔的铁路逐渐废弃。2018年1月1日，圣日耳曼村与蓬托德梅尔合并，蓬托德梅尔成为一个“新市镇”。

## 地理

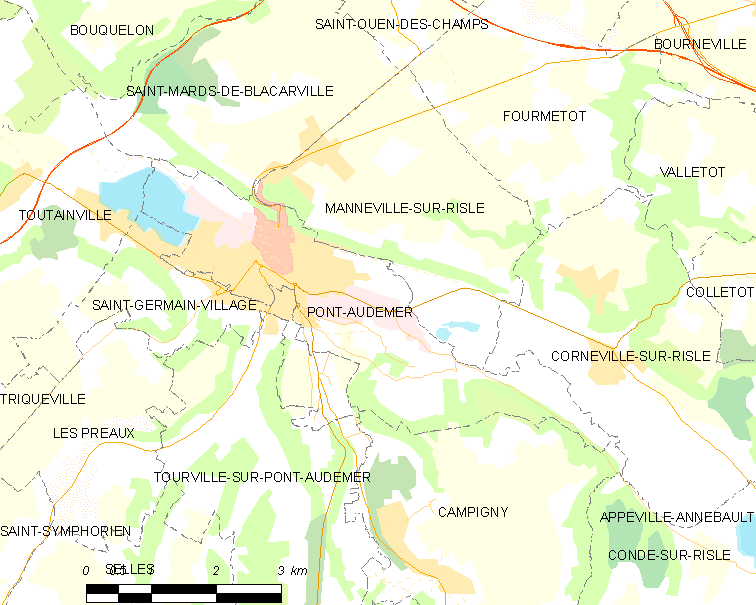
蓬托德梅尔市镇范围地图

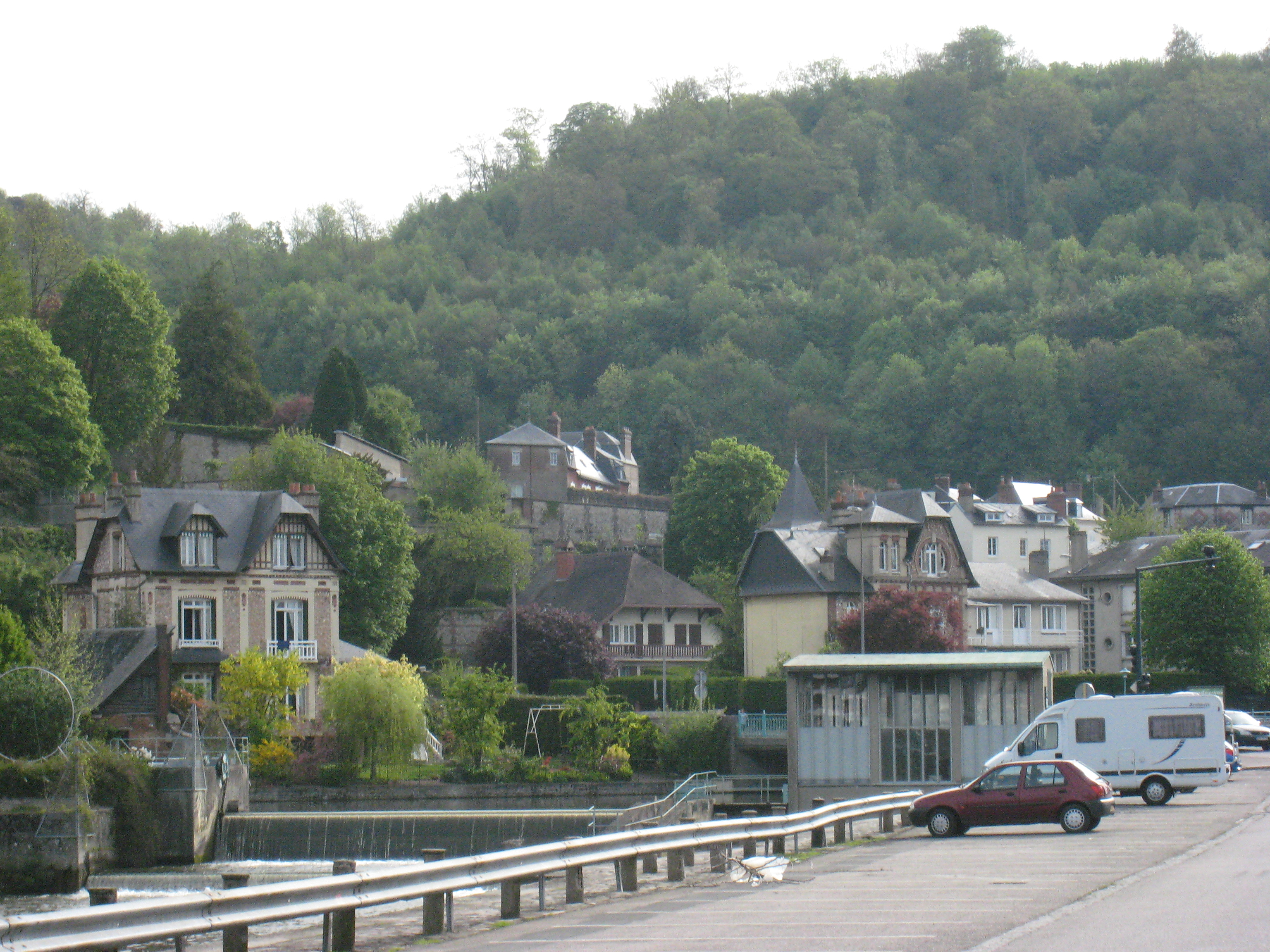
里勒河及后方的坡地

蓬托德梅尔位于法国西北部，诺曼底大区中东部和厄尔省西北部，距离省会埃夫勒大约69公里。与蓬托德梅尔接壤的市镇包括：康皮尼、里勒河畔科讷维尔、里勒河畔马讷维尔、莱普雷欧、圣马尔德布拉卡维尔、图坦维尔、特里克维尔和图维尔-叙蓬托德梅尔。

### 地形
蓬托德梅尔位于塞纳河下游谷地腹地，鲁穆瓦和略万两个地区的交界地带，境内以浅丘为主，市镇中心位于地势较为平坦的河谷内部，南北两侧为山坡，全境海拔在2到126米之间。

### 水文
蓬托德梅尔位于塞纳河流域范围内，里勒河自东南向西北流经境内，其左岸支流韦罗讷河在此与其交汇，此外市区西部还有一处洪水过境遗留形成的湖泊。

### 植被
蓬托德梅尔属于温带阔叶混交林区，是诺曼底塞纳河湾自然保护区的组成部分，其市区内的市政花园（Jardins Municipaux）是当地的一处城市绿地，林地则多分布于河流附近及山麓地带。
在鲜花城市的评比中，蓬托德梅尔被评为4星级（最高级）鲜花城市。

### 气候
蓬托德梅尔在柯本气候分类法中属于温带海洋性气候（Cfb）。
距离蓬托德梅尔最近的常年气象站位于略雷境内，以下为该气象站的数据（其中日照数据取自勒阿弗尔）：
| 略雷 1981年－2019年 | 略雷 1981年－2019年 | 略雷 1981年－2019年 | 略雷 1981年－2019年 | 略雷 1981年－2019年 | 略雷 1981年－2019年 | 略雷 1981年－2019年 | 略雷 1981年－2019年 | 略雷 1981年－2019年 | 略雷 1981年－2019年 | 略雷 1981年－2019年 | 略雷 1981年－2019年 | 略雷 1981年－2019年 | 略雷 1981年－2019年 |
| 月份                | 1月                 | 2月                 | 3月                 | 4月                 | 5月                 | 6月                 | 7月                 | 8月                 | 9月                 | 10月                | 11月                | 12月                | 全年                |
| ------------------- | ------------------- | ------------------- | ------------------- | ------------------- | ------------------- | ------------------- | ------------------- | ------------------- | ------------------- | ------------------- | ------------------- | ------------------- | ------------------- |
| 历史最高温 °C（°F） | 14.7 (58.5)         | 17.4 (63.3)         | 22.5 (72.5)         | 28.5 (83.3)         | 29.7 (85.5)         | 36.7 (98.1)         | 37.3 (99.1)         | 38.7 (101.7)        | 33.1 (91.6)         | 28.1 (82.6)         | 22.3 (72.1)         | 16.5 (61.7)         | 38.7 (101.7)        |
| 平均高温 °C（°F）   | 6.8 (44.2)          | 8.1 (46.6)          | 11.3 (52.3)         | 15.3 (59.5)         | 18.2 (64.8)         | 22 (72)             | 23.6 (74.5)         | 23.2 (73.8)         | 20.4 (68.7)         | 16 (61)             | 10.8 (51.4)         | 6.7 (44.1)          | 15.2 (59.4)         |
| 日均气温 °C（°F）   | 4.2 (39.6)          | 4.9 (40.8)          | 7.2 (45.0)          | 10.1 (50.2)         | 13.1 (55.6)         | 16.4 (61.5)         | 18.2 (64.8)         | 18 (64)             | 15.3 (59.5)         | 12 (54)             | 7.8 (46.0)          | 4.1 (39.4)          | 10.9 (51.6)         |
| 平均低温 °C（°F）   | 1.7 (35.1)          | 1.7 (35.1)          | 3 (37)              | 4.9 (40.8)          | 8.1 (46.6)          | 10.9 (51.6)         | 12.8 (55.0)         | 12.7 (54.9)         | 10.1 (50.2)         | 8.1 (46.6)          | 4.8 (40.6)          | 1.4 (34.5)          | 6.7 (44.1)          |
| 历史最低温 °C（°F） | −10.8 (12.6)        | −14 (7)             | −8.1 (17.4)         | −3.6 (25.5)         | −1.2 (29.8)         | 2.2 (36.0)          | 5.1 (41.2)          | 6.1 (43.0)          | 3 (37)              | −3.2 (26.2)         | −5.3 (22.5)         | −10 (14)            | −14 (7)             |
| 平均降水量 mm（）   | 80.1 (3.15)         | 64.7 (2.55)         | 71.1 (2.80)         | 62.2 (2.45)         | 67.9 (2.67)         | 65.7 (2.59)         | 64.3 (2.53)         | 63.7 (2.51)         | 71.7 (2.82)         | 86 (3.4)            | 85 (3.3)            | 96.7 (3.81)         | 879.1 (34.61)       |
| 月均日照時數        | 59                  | 74                  | 117                 | 158                 | 183                 | 202                 | 199                 | 192                 | 156                 | 108                 | 60                  | 49                  | 1,557               |
| 来源：infoclimat.fr |                     |                     |                     |                     |                     |                     |                     |                     |                     |                     |                     |                     |                     |

## 行政区划
蓬托德梅尔的市镇编号为27467，邮政编号为27500。
在行政管理方面，蓬托德梅尔隶属于法国诺曼底大区厄尔省贝尔奈区；在地方选举方面，蓬托德梅尔是蓬托德梅尔县的中央投票站所在地，其市镇范围全境被划入厄尔省第三选区；在社会管理方面，蓬托德梅尔是蓬托德梅尔-里勒河谷市镇公共社区的办公驻地。
蓬托德梅尔市镇被划为六个街区，并实行街区自治制度。截至2024年6月，蓬托德梅尔的拉帕斯雷勒（La Passerelle）和欧罗巴（L'Europe）两个区域为城市政策优先街区。
法国国家统计与经济研究所（简称“INSEE”）在进行数据统计时，将蓬托德梅尔及相邻的另外8个市镇设为蓬托德梅尔城市核心区，并将包括核心区在内的周边共26个市镇划为蓬托德梅尔城市区。自2020年起，蓬托德梅尔城市区被包含34个市镇的蓬托德梅尔城市辐射区代替。此外，INSEE还将蓬托德梅尔市镇分为了5个“块区”（IRIS），以便于统计人口分布情况。

## 交通

### 公路
A13高速公路经过蓬托德梅尔附近，另有厄尔省省道D29线、D39线、D87线、D139线、D675线和D810线在蓬托德梅尔境内交汇。诺曼底大区公共交通下属的厄尔省城际客运217线、223线、224线、227线和228线等经停蓬托德梅尔，可通往鲁昂、卡昂、勒阿弗尔、贝尔奈、利雪等地。
| 27 | 4.5 |

| 28 | 14 |

| 埃夫勒 | 84 |

| 阿沙尔堡 | 23 |

| 勒阿弗尔 经A29 | 43 |

| 博尔贝克 经A131 | 35 |

| 蓬莱韦克 | 29 |

| 略雷 | 15 |

2020年，63.1%的蓬托德梅尔家庭拥有至少一辆私人汽车。2021年，蓬托德梅尔境内共发生各类交通事故6起，造成7人受伤，其中3人重伤。

### 铁路

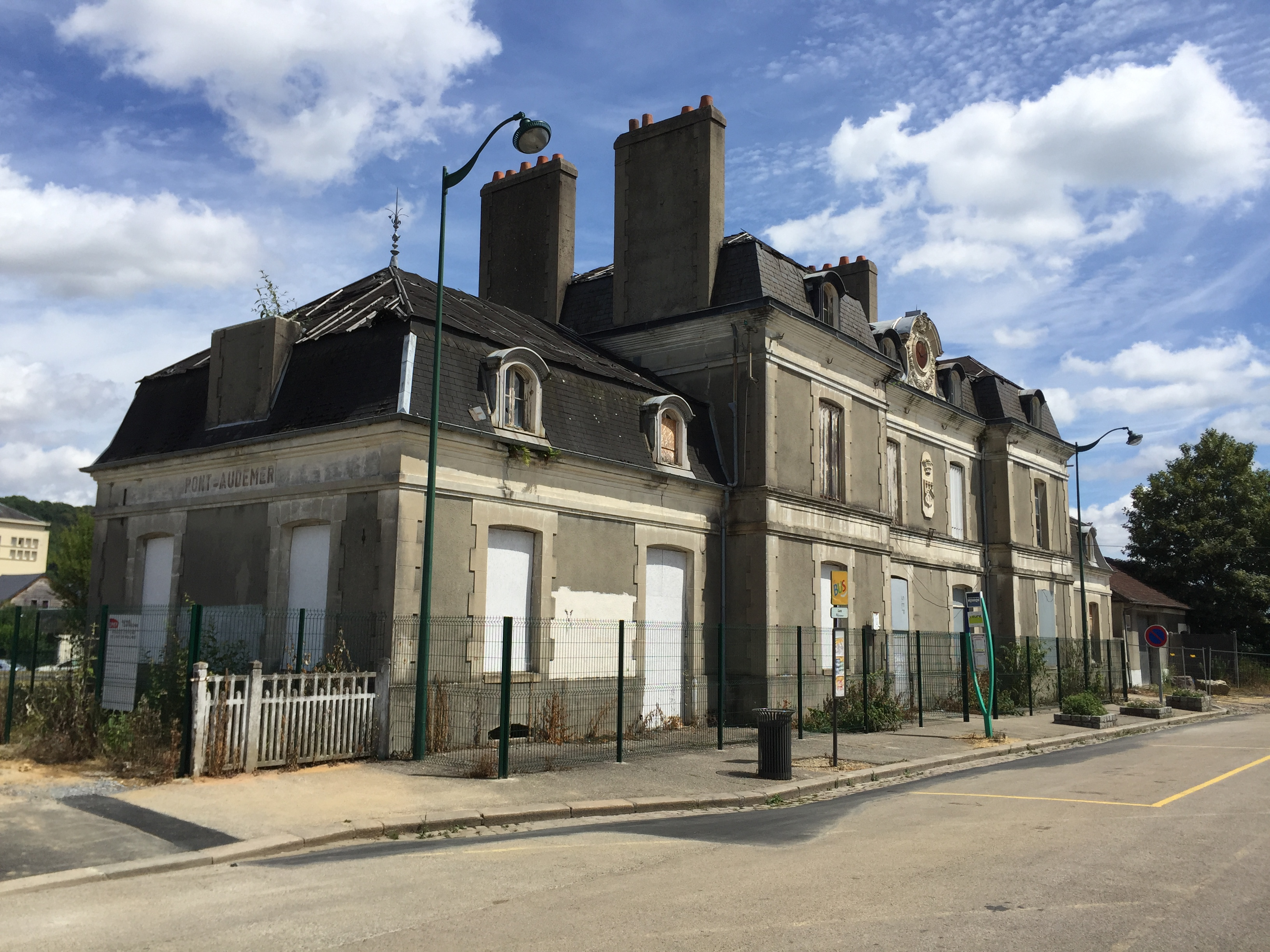
火车站站房旧址

途径蓬托德梅尔的埃夫勒—凯特维尔铁路已于2012年彻底关闭。
距离蓬托德梅尔最近的运营中的客运铁路车站为29公里外的蓬莱韦克站，该站停靠往返于利雪和特鲁维尔一线的区域列车，部分班次可直通卡昂及巴黎。

### 航空
蓬托德梅尔距离勒阿弗尔机场的公路里程大约46公里。

### 城市公共交通
自2019年起，蓬托德梅尔市政府开始商业名称为“Bus”的城市公共交通系统。截至2024年6月，该系统共包括三条线路，路网覆盖了蓬托德梅尔市区内的主要街道和居民区。

## 政治

### 市政内阁

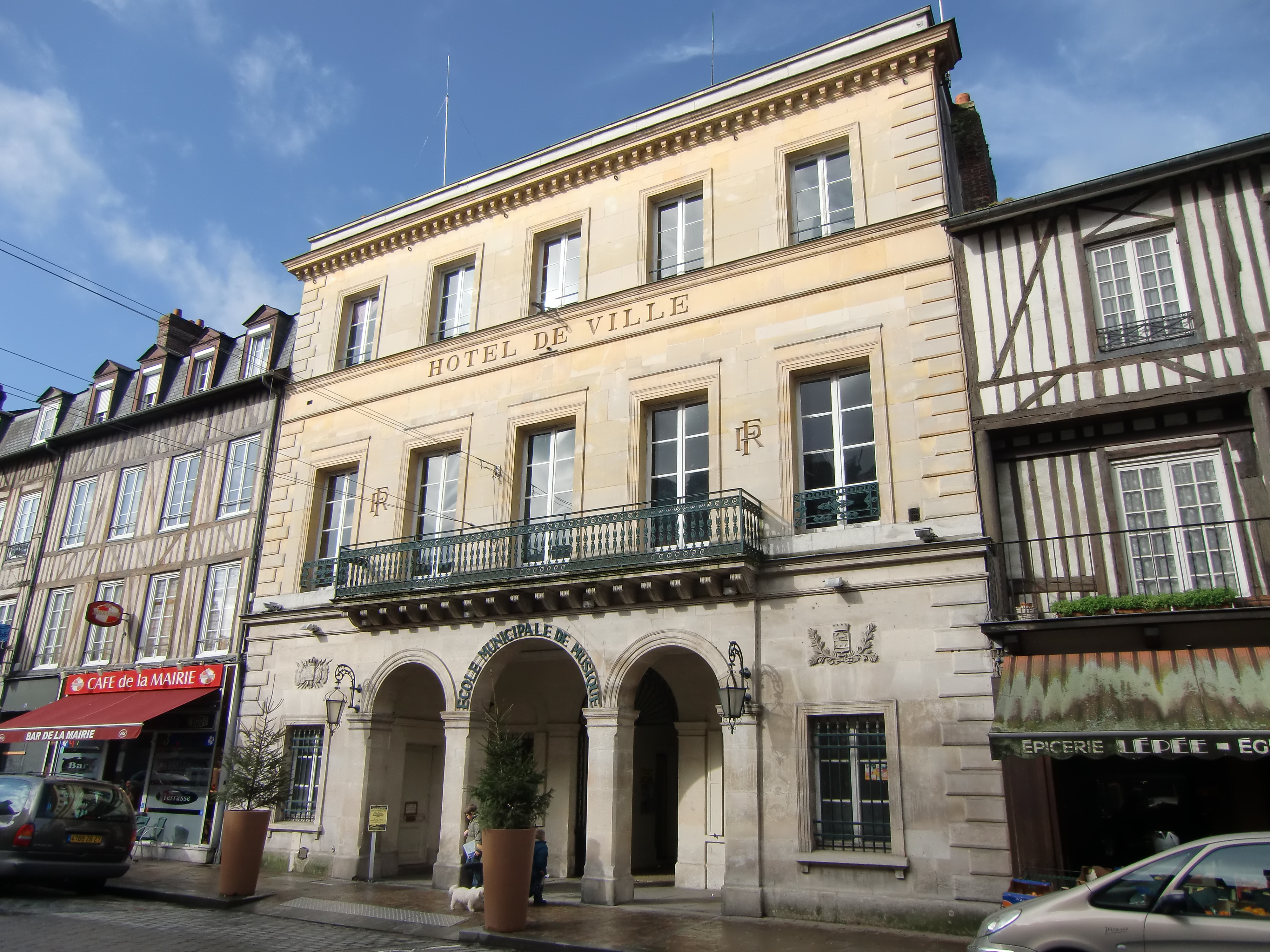
蓬托德梅尔市政厅

蓬托德梅尔的现任市长为阿莱克西·达尔姆瓦先生（Alexis DARMOIS），他是地平线的一名成员，自2022年2月起担任市长职务；其前任为米歇尔·勒鲁先生（Michel LEROUX），他是一名中间派，在2020年的市政选举中获得了59.94%的支持率。
| 蓬托德梅尔历届市长     | 蓬托德梅尔历届市长                | 蓬托德梅尔历届市长      |
| 任期                   | 市长                              | 党派                    |
| ---------------------- | --------------------------------- | ----------------------- |
| （1983年以前资料暂缺） |                                   |                         |
| 1983年－1985年         | Jean-Pierre MOTTIN 让-皮埃尔·莫坦 | UDF法国民主联盟         |
| 1985年－1989年         | Gérard LEPENANT 热拉尔·勒珀南     | RPR保衛共和聯盟         |
| 1989年－1995年         | Jean-Pierre MOTTIN 让-皮埃尔·莫坦 | UDF法国民主联盟         |
| 1995年－2008年         | Jean-Louis DESTANS 让-路易·德斯唐 | PS社会党                |
| 2008年－2022年         | Michel LEROUX 米歇尔·勒鲁         | PS社会党 →DVC混杂中间派 |
| 2022年－               | Alexis DARMOIS 阿莱克西·达尔姆瓦  | Horizons地平线          |

### 各级选举
| 蓬托德梅尔历届投票选举结果 | 蓬托德梅尔历届投票选举结果 | 蓬托德梅尔历届投票选举结果 | 蓬托德梅尔历届投票选举结果 | 蓬托德梅尔历届投票选举结果    | 蓬托德梅尔历届投票选举结果 | 蓬托德梅尔历届投票选举结果 | 蓬托德梅尔历届投票选举结果    | 蓬托德梅尔历届投票选举结果 | 蓬托德梅尔历届投票选举结果 |
| 选举项目                   | 选举范围                   | 选区单位                   | 选区单位内的选举结果       | 选区单位内的选举结果          | 选区单位内的选举结果       | 选区单位内的选举结果       | 选区单位内的选举结果          | 选区单位内的选举结果       | 参考资料                   |
| 选举项目                   | 选举范围                   | 选区单位                   | 第一轮胜出者               | 第一轮胜出者                  | 支持率                     | 第二轮胜出者               | 第二轮胜出者                  | 支持率                     | 参考资料                   |
| -------------------------- | -------------------------- | -------------------------- | -------------------------- | ----------------------------- | -------------------------- | -------------------------- | ----------------------------- | -------------------------- | -------------------------- |
| 2017年法國總統選舉         | 法國                       | 蓬托德梅尔                 |                            | 玛丽娜·勒庞                   | 25.92%                     |                            | 埃马纽埃尔·马克龙             | 57.85%                     | [ 34 ]                     |
| 2017年法國總統選舉         | 法國                       | 圣日耳曼村                 |                            | 玛丽娜·勒庞                   | 27.42%                     |                            | 埃马纽埃尔·马克龙             | 56.64%                     | [ 34 ]                     |
| 2017年法国立法选举         | 厄尔省第三选区             | 蓬托德梅尔                 |                            | 玛丽·塔马雷尔-维海格          | 27.68%                     |                            | 玛丽·塔马雷尔-维海格          | 63.49%                     | [ 34 ]                     |
| 2017年法国立法选举         | 厄尔省第三选区             | 圣日耳曼村                 |                            | 玛丽·塔马雷尔-维海格          | 35.42%                     |                            | 玛丽·塔马雷尔-维海格          | 62.11%                     | [ 34 ]                     |
| 2019年欧洲议会选举         | 法國                       | 市镇                       |                            | 若尔丹·巴尔代拉               | 31.89%                     | （不适用）                 | （不适用）                    | （不适用）                 | [ 36 ]                     |
| 2021年法国省级选举         | 厄尔省                     | 县                         |                            | 弗朗西斯·库雷尔 弗洛朗丝·戈捷 | 55.64%                     |                            | 弗朗西斯·库雷尔 弗洛朗丝·戈捷 | 71.68%                     | [ 37 ] [ 38 ]              |
| 2021年法国省级选举         | 厄尔省                     | 市镇                       |                            | 弗朗西斯·库雷尔 弗洛朗丝·戈捷 | 53.01%                     |                            | 弗朗西斯·库雷尔 弗洛朗丝·戈捷 | 73.86%                     | [ 37 ] [ 38 ]              |
| 2021年法国大区选举         |                            | 市镇                       |                            | 埃尔韦·莫兰                   | 44.69%                     |                            | 埃尔韦·莫兰                   | 51.76%                     | [ 39 ]                     |
| 2022年法国总统选举         | 法國                       | 市镇                       |                            | 玛丽娜·勒庞                   | 32.43%                     |                            | 埃马纽埃尔·马克龙             | 50.17%                     | [ 34 ]                     |
| 2022年法国立法选举         | 厄尔省第三选区             | 市镇                       |                            | 凯文·莫维厄                   | 31.59%                     |                            | 凯文·莫维厄                   | 50%                        | [ 34 ]                     |
| 2024年欧洲议会选举         | 法國                       | 市镇                       |                            | 若尔丹·巴尔代拉               | 42.5%                      | （不适用）                 | （不适用）                    | （不适用）                 | [ 34 ]                     |

## 人口
2021年，蓬托德梅尔市镇人口数量为9,848，在法国排名第1,049位。其中男性4,387人，女性5,504人，75岁及以上人口占11.2%，外籍人口数量为183人，人口密度为1,053人/平方公里，当地居民被称为（男性）或（女性）。2022年，蓬托德梅尔境内出生83人，死亡人口207人。
| 蓬托德梅尔1901年－2021年人口变化情况 |
|                                      |
| 数据来源：Cassini、INSEE             |

## 经济

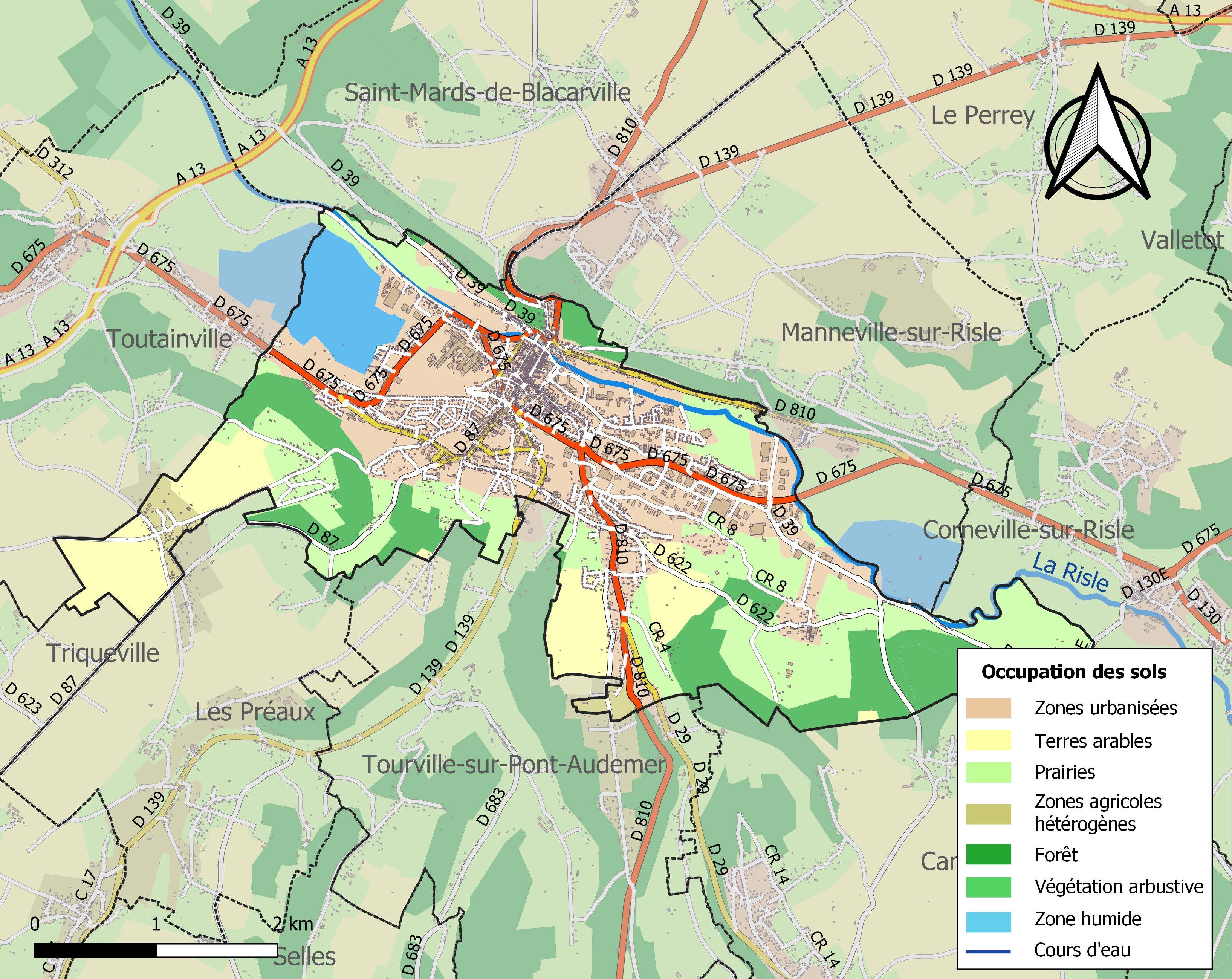
蓬托德梅尔土地利用情况地图

蓬托德梅尔是一个区域性的中心城市。截至2024年6月，蓬托德梅尔市镇范围内共有各类用人单位（包含自雇）1,618家，平均历史为18年，其中98.91%为中小型企业（PME），2024年4月至6月间，当地的经济活力指数为0.06%。（塑料包装制造）、（塑料制品）及（林业开发）是当地2022年营业额最高的三个企业，分别为39,367,192欧元、32,772,499欧元和18,335,222欧元。

## 财政与居民收入
2022年，蓬托德梅尔的财政收入总额为13,491,900欧元，财政支出总额为11,656,500欧元，当年的债务总额为11,562,500欧元。2022年，蓬托德梅尔市镇通过增值税获得223,150欧元的收入，此外当地还共获得了599,200欧元的国家直接财政补助。
| 蓬托德梅尔居民收入情况                           | 蓬托德梅尔居民收入情况 | 蓬托德梅尔居民收入情况 | 蓬托德梅尔居民收入情况 |
| 内容                                             | 蓬托德梅尔             | 法国                   | 统计年份               |
| ------------------------------------------------ | ---------------------- | ---------------------- | ---------------------- |
| 征税家庭总数                                     | 5,067                  | 1,081（法国市镇平均）  | 2022年                 |
| 居民平均月收入                                   | 2,023欧元              | 2,435欧元              | 2022年                 |
| 高级职员人均月收入                               | 4,020欧元              | 4,331欧元              | 2021年                 |
| 中级职员人均月收入                               | 2,337欧元              | 2,470欧元              | 2021年                 |
| 普通职员人均月收入                               | 1,670欧元              | 1,801欧元              | 2021年                 |
| 贫困率                                           | 21%                    | 14.5%                  | 2020年                 |
| 青壮年（15至64岁）失业率                         | 20.8%                  | 7.4%                   | 2020年                 |
| 征税家庭数量占比                                 | 32.6%                  | 45.5%                  | 2020年                 |
| 家庭年均纳税                                     | 2,226欧元              | 4,393欧元              | 2022年                 |
| 资料来源：INSEE、L'Internaute、Le Journal du Net |                        |                        |                        |

## 社会事务

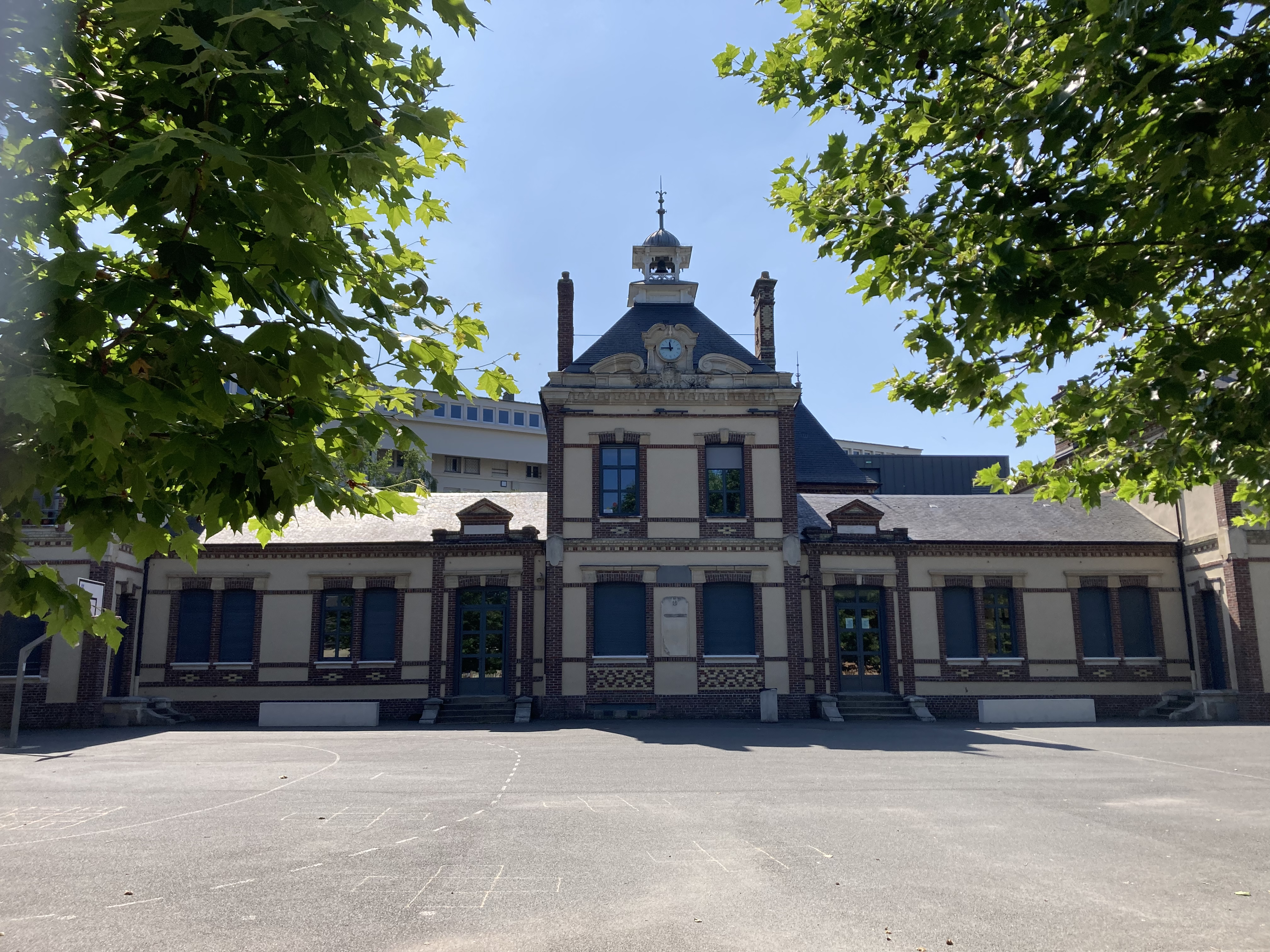
蓬托德梅尔的一所学校

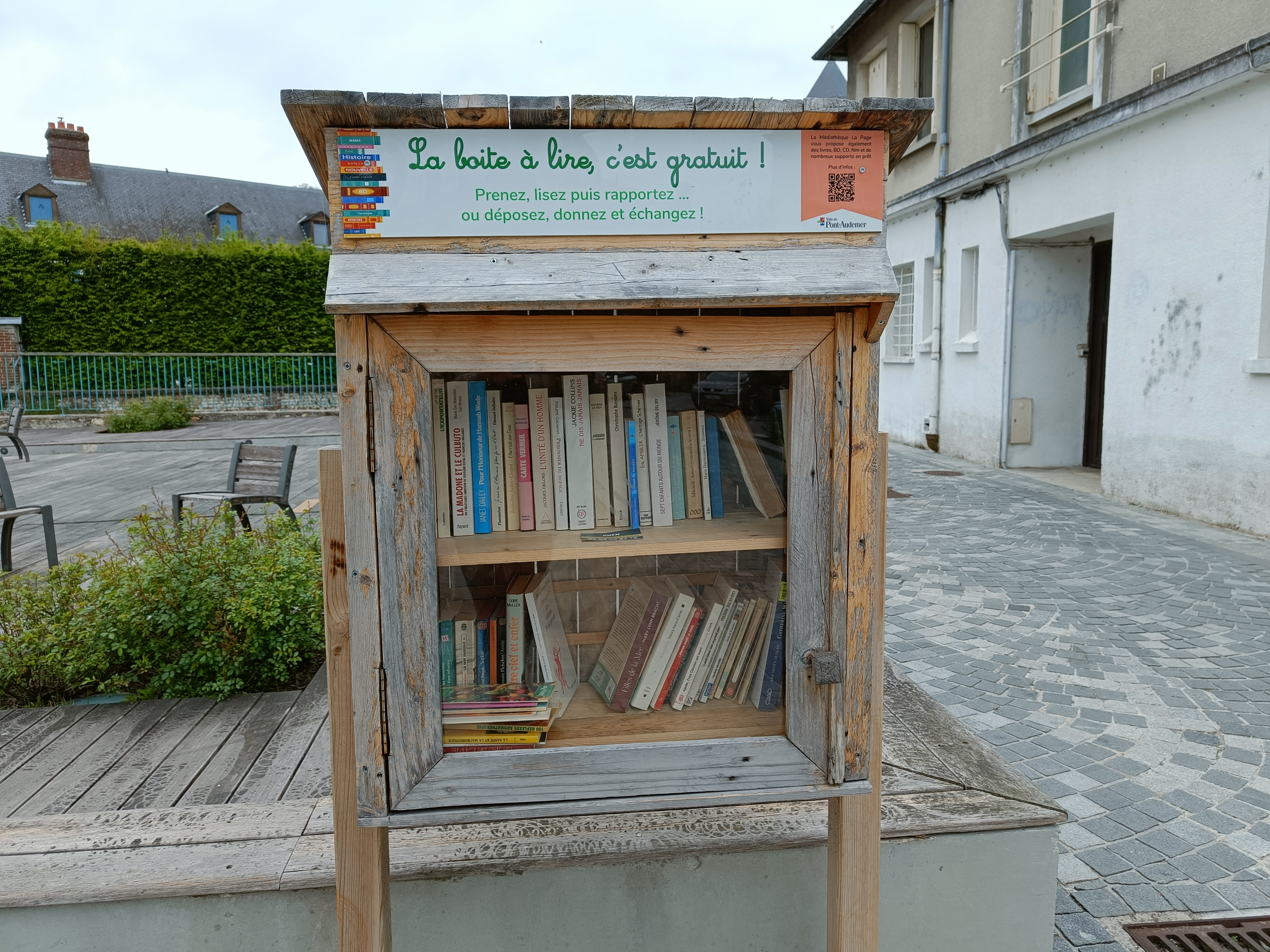
图书收集箱

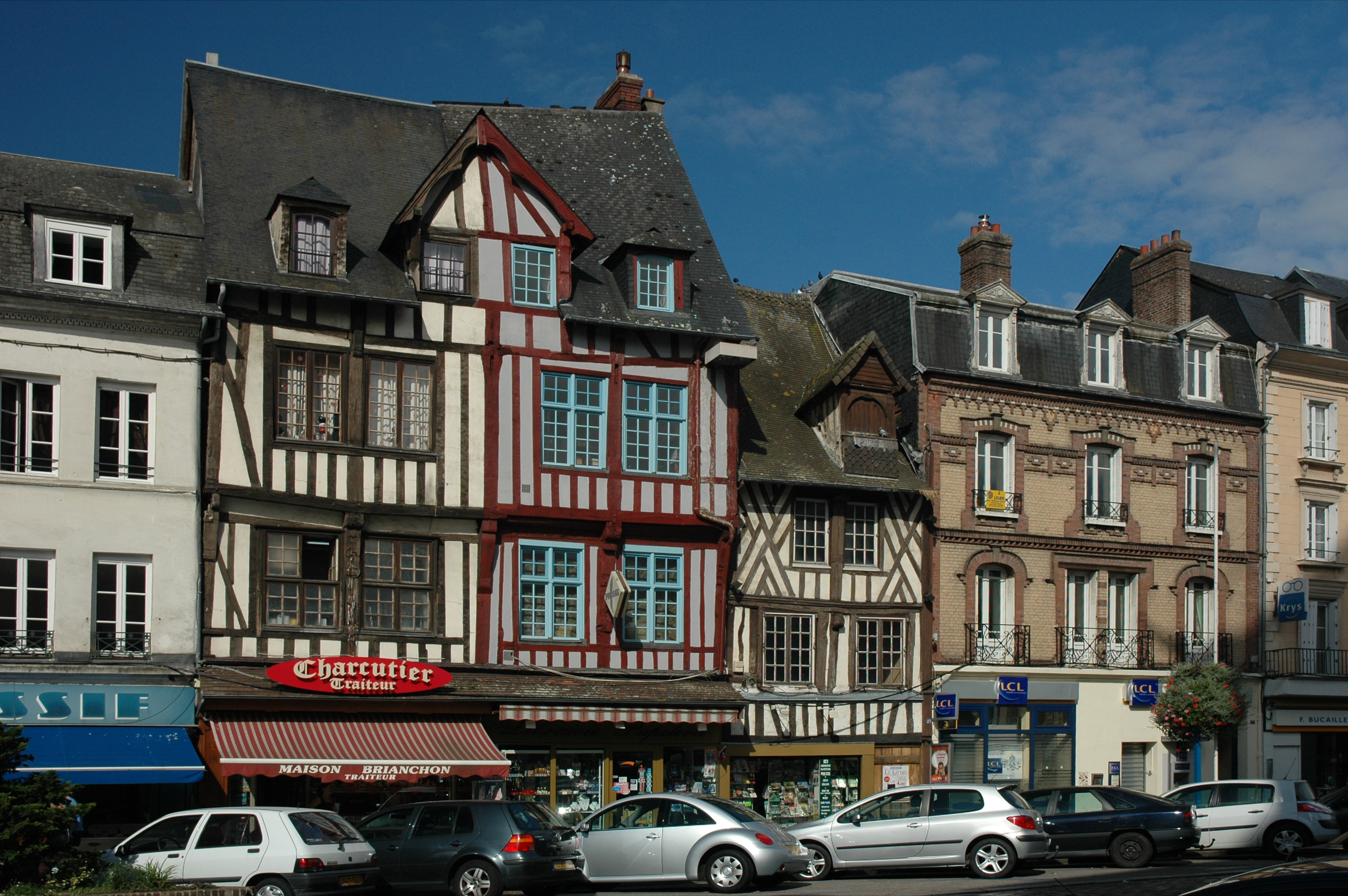
镇中心的传统建筑

### 教育
蓬托德梅尔属于诺曼底学区。截至2021年1月1日，蓬托德梅尔境内共有2所幼儿园、5所小学、2所初级中学、2所普通高中和2所职业高中。2022至2023学年度，蓬托德梅尔境内共有在校中等教育阶段学生3,042名。

### 医疗
截至2021年1月1日，蓬托德梅尔境内共有全科医生14名、保健师15名、牙医8名、护士19名、助产士2名、儿科医生1名和妇科医生2名。境内共有药房6家、养老院3家、残疾人帮扶中心5家。
蓬托德梅尔中心医院（Centre Hospitalier de Pont-Audemer），又称“里勒中心医院”（Centre Hospitalier de la Risle），是法国的一个区域性医疗机构，其主病区位于蓬托德梅尔市区南部，设有床位176个，是当地规模最大的公立综合性医院。

### 住房
2020年，蓬托德梅尔境内共有各类住房6,004套，其中45.2%为独立式住宅，54.1%为集中式住宅。常住房屋占蓬托德梅尔市镇范围内居民建筑总量的85.4%。
在住房保障政策方面，2022年，蓬托德梅尔境内共有1,777户家庭获得了住房经济补助，受益人数占总人口数量的18.0%，其中1,749份为房租补助。

### 商业
2021年，蓬托德梅尔境内共有各类实体商铺328家，其中餐厅54家、大型超市10家、杂货店5家、面包房8家、肉铺10家、书店5家、装饰品店1家、银行门店9家、美容美发店24家、汽车维修店15家。蓬托德梅尔镇中心建有一家U Express便民超市，市区东部建有家乐福、迪卡侬、Bricomarché、BUT等商场，市区南部则建有Intermarché、Action、Lidl等超市。

### 体育
2021年，蓬托德梅尔境内共有1家游泳池、4间体育馆、1座综合体育场、6处网球场、3处足球或橄榄球场以及2处篮球或排球场。
截至2024年6月，蓬托德梅尔运动员俱乐部（Cercle Athlétique Pont Audemer，编号500244）是蓬托德梅尔境内唯一的一家注册足球俱乐部，成立于1920年，其主队2024至2025赛季参加诺曼底大区足球联赛丙组（法国第八级别），其主场为阿莱克西·瓦斯蒂纳体育公园（Parc des Sports Alexis Vastine）。

### 环境
蓬托德梅尔的环境事务由其所属的蓬托德梅尔-里勒河谷市镇公共社区联合各级政府协调负责。2021年，蓬托德梅尔境内共有3家污染企业。

### 治安
2021年，蓬托德梅尔市镇范围内共有1处宪兵队。
蓬托德梅尔国家宪兵队（zone gendarmerie de Pont-Audemer）的管辖范围共包括106个市镇。2020年，该宪兵队累计记录各类案件2,509起，其中盗窃类案件1,251起，经济类案件373起，毒品交易类案件77起。

## 文化

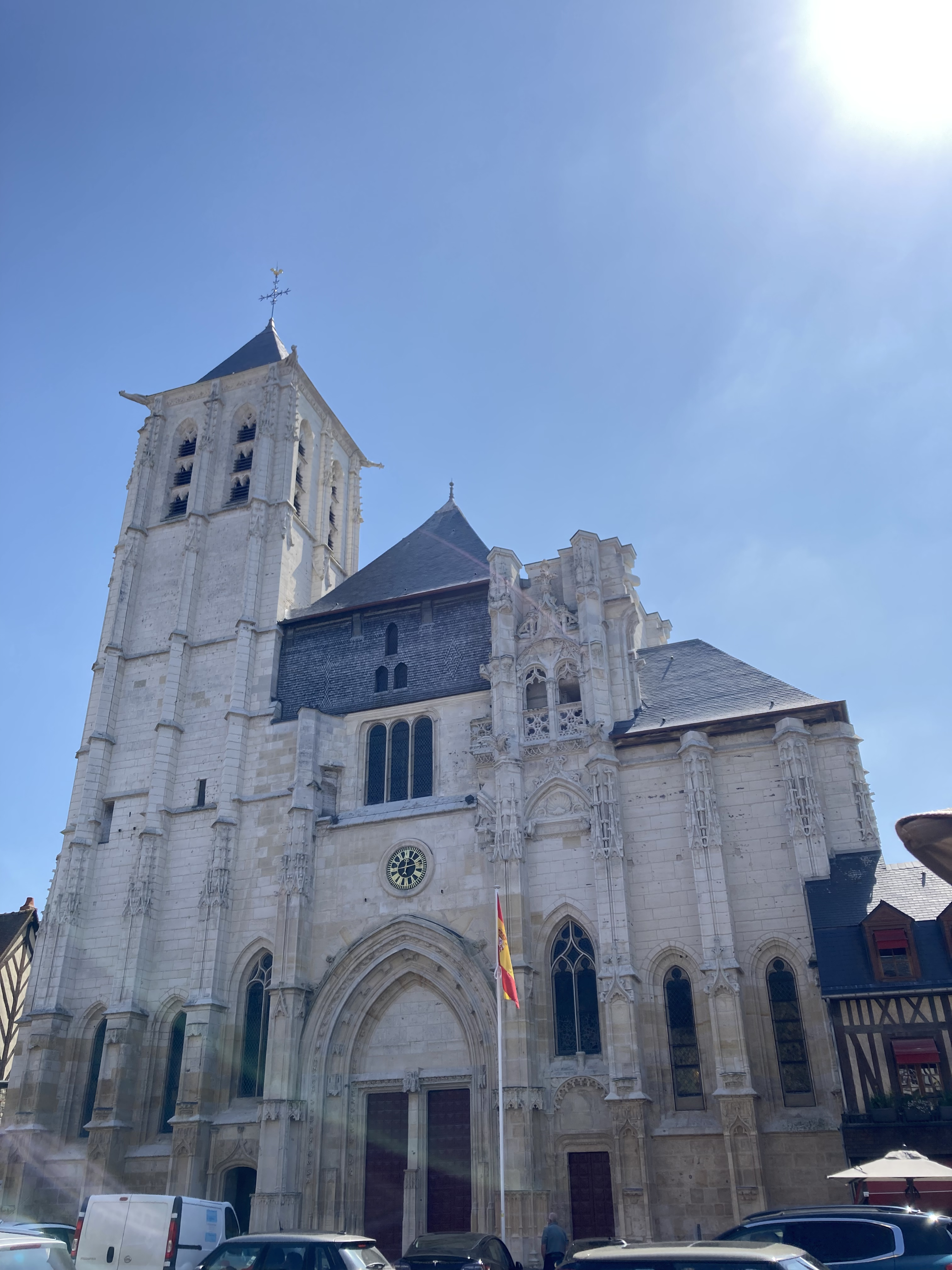
圣旺教堂

2021年，蓬托德梅尔境内共有1家剧场、1家电影院、2家博物馆和1家音乐厅。蓬托德梅尔境内建有拉帕日多媒体中心（Médiathèque La Page），除周日和法定节假日外全年向公众开放。

### 建筑
蓬托德梅尔境内有多处历史建筑，其中圣旺教堂、圣日耳曼教堂等为法国国家文物保护单位。

### 旅游
蓬托德梅尔的旅游事务由其所属的蓬托德梅尔-里勒河谷市镇公共社区联合各级政府协调负责。2023年，蓬托德梅尔境内共有4家酒店共计116间房间。

### 媒体
法国主要的媒体均可在蓬托德梅尔接收，法国电视三台下属的诺曼底大区频道在部分时段播出蓬托德梅尔所在厄尔省的地方新闻。蓝色法兰西鲁昂诺曼底广播、Sweet广播、《厄尔省邮报》等是当地主要的地方性媒体。

## 相关人物
法国中世纪厨师纪尧姆·蒂雷尔、画家于贝尔·德鲁艾、历史学家阿尔弗雷德·卡内尔、政治家让-弗朗索瓦·德拉克鲁瓦和将军安德烈·乔治·科拉普出生于蓬托德梅尔。

## 友好城市
截至2024年6月，蓬托德梅尔共与一座城市建立了友好城市关系：
- 英格兰 灵伍德